# Comtat d'Utena
El Comtat d'Utena (lituà Utenos apskritis) és una divisió administrativa de Lituània.
Ocupa una àrea de 7.201 km² i engloba una població de 186.400 persones. La capital és Utena.

## Municipis
El Comtat d'Utena té sis municipis, dels quals cinc són districtes municipals i un és ciutat municipi:
- Anykščiai (DM)
- Ignalina (DM)
- Molėtai (DM)
- Utena (DM)
- Visaginas (CM)
- Zarasai (DM)